# Saint-Pierre (Garonne)
Der Saint-Pierre (französisch: Ruisseau de Saint-Pierre) ist ein kleiner Fluss in Frankreich, der in der Region Okzitanien verläuft. Er entspringt beim Weiler Palanque im südwestlichen Gemeindegebiet von Pelleport, entwässert generell in nordöstlicher Richtung und mündet nach rund 21 Kilometern im Gemeindegebiet von Aucamville, nahe der Grenze zur benachbarten Gemeinde Verdun-sur-Garonne, als linker Nebenfluss in die Garonne.
Auf seinem Weg durchquert der Saint-Pierre die Départements Haute-Garonne und Lot-et-Garonne.

## Bezeichnung des Flusses
In seinem Verlauf ändert der Fluss mehrfach seinen Namen:
- Ruisseau de Boué im Oberlauf
- Ruisseau de Thil im Mittelteil
- Ruisseau de Merdans im Unterlauf
- Ruisseau de Saint-Pierre im Mündungsabschnitt

## Orte am Fluss
(Reihenfolge in Fließrichtung)
- Palanque, Gemeinde Pelleport
- Barnès, Gemeinde Thil
- En Mello, Gemeinde Larra
- Barbot, Gemeinde Launac
- Magret, Gemeinde Saint-Cézert
- Tournefeuille, Gemeinde Aucamville
- La Mougnère, Gemeinde Verdun-sur-Garonne